# Myomyrus macrops
Myomyrus macrops es una especie de pez elefante eléctrico perteneciente al género Myomyrus en la familia Mormyridae presente en la hoya hidrográfica africana del río Congo, particularmente en las cuentas central y baja. Es nativa de la República Democrática del Congo, Camerún y la República Centroafricana; y puede alcanzar un tamaño aproximado de 25,0 cm.

## Estado de conservación
Respecto al estado de conservación, se puede indicar que de acuerdo a la IUCN, esta especie puede catalogarse en la categoría «Preocupación menor (LC)».